# Koilani
Koilani är en ort i Cypern.   Den ligger i distriktet Eparchía Lemesoú, i den centrala delen av landet, 60 km sydväst om huvudstaden Nicosia. Koilani ligger 820 meter över havet och antalet invånare är 280. Den ligger på ön Cypern.
Terrängen runt Koilani är huvudsakligen kuperad, men norrut är den bergig. Terrängen runt Koilani sluttar söderut. Trakten runt Koilani är ganska tätbefolkad, med 230 invånare per kvadratkilometer. Närmaste större samhälle är Ýpsonas, 19,7 km sydost om Koilani. Trakten runt Koilani är i huvudsak ett öppet busklandskap.